# Мезеи, Дьёрдь
Дьёрдь Мезеи (венг. Mezey György, род. 7 сентября 1941, Бачка-Топола) — венгерский футболист, игравший на позиции полузащитника. По завершении игровой карьеры — тренер, работавший с рядом венгерских команд. Руководил сборной Венгрии на чемпионате мира 1986 года, бронзовый призёр летних Азиатских игр 1986 года со сборной Кувейта.

## Игровая карьера
Мезеи начал свою карьеру в молодёжной команде футбольного клуба «Ракослигет» в Будапеште, затем в 1961 году продолжил карьеру в спортивном клубе Колледжа физического воспитания ТФСЕ. В период с 1965 по 1968 год был футболистом клубов «Кестхей Прогресс» и «Будафок». В 1968 году был приглашён в состав одного из лидеров венгерского футбола, будапештского МТК, где, впрочем, провёл лишь один сезон. После этого провёл ещё два года в одной из низших лиг за будапештский «Спартак» на правах играющего тренера и завершил карьеру игрока.

## Тренерская карьера
Ещё играя на футбольном поле, Мезеи иногда выполнял функции играющего тренера, а в 1971 году сосредоточился на тренерской работе, возглавив команду БВСК, в которой в течение следующих шести лет приобрел опыт и сформировал собственный тренерский стиль. В 1977 году стал главным тренером команды МТК, которую в первом же сезоне привёл к «бронзе» национального чемпионата, тренировал будапештский клуб на протяжении трёх лет.
В 1980 году принял предложение Кальмана Месёя войти в возглавляемый им тренерский штаб сборной Венгрии, а через три года сменил Месёя на позиции главного тренера национальной сборной. Под его руководством венгры успешно преодолели отбор на чемпионат мира 1986 года, заняв первое место в своей отборочной группе, и очень уверенно проводили период подготовки к турниру, обыграв в товарищеских матчах сборные Нидерландов (2:1) и Бразилии (3:0). Однако на самой финальной части мундиаля команда Мезеи начала выступления с разгромного поражения 0:6 от сборной СССР. Благодаря победе во втором круге над канадцами Венгрия сохранила шансы на выход в плей-офф, но в итоге уступила в решающей игре французам и покинула турнир. После турнира тренер покинул национальную команду.
В том же 1986 году венгра пригласили возглавить тренерский штаб сборной Кувейта. Мезеи сходу привёл команду к бронзовым медалям летних Азиатских игр. Был уволен из этой сборной в 1987 году, однако еще на год остался в стране, где работал с клубом «Аль-Ярмук».
Вернулся на родину 1988 года, получив предложение снова возглавить сборную Венгрии, в которой, правда, на этот раз задержался совсем ненадолго, решив покинуть команду из-за коррупционного скандала уже спустя 5 игр.
С тех пор сосредоточился на работе на клубном уровне. Часть 1990 года провел в «Видеотоне», а в том же году возглавил тренерский штаб «Гонведа». Сразу же в сезоне 1990/1991 завоевал свой первый трофей, выиграв с «Гонведом» чемпионат Венгрии.
В 1992—1993 годах снова работал в Кувейте, тренировал команду «Аль-Тадамон», после чего работал главным тренером БВСК, «Вашаша» и «Уйпешта».
Последним местом тренерской работы Мезеи был «Видеотон», главным тренером которого он был с 2009 по 2011 год и с которым в 2011 году сумел завоевать второе чемпионство в своей карьере.

## Достижения
«Гонвед»
- Чемпион Венгрии: 1990/1991

«Видеотон»
- Чемпион Венгрии: 2010/2011

Сборная Кувейта
- Бронзовый призёр Азиатских игр: 1986[англ.]